# Partecipanti alla Classica di Amburgo 2022
Elenco dei partecipanti alla Classica di Amburgo 2022.
La Classica di Amburgo 2022 è stata la venticinquesima edizione della corsa. Alla competizione presero parte 21 squadre: le 18 con licenza UCI World Tour 2022 e 3 UCI ProTeam.
Ciascuna delle squadre è composta da sette ciclisti, per un totale di 147 accreditati alla partenza.

## Corridori per squadra
Nota: R ritirato, NP non partito, FT fuori tempo, SQ squalificato
| Quick-Step Alpha Vinyl Team        | Quick-Step Alpha Vinyl Team        | Quick-Step Alpha Vinyl Team        | AG2R Citroën Team   | AG2R Citroën Team   | AG2R Citroën Team   | Astana Qazaqstan Team   | Astana Qazaqstan Team   | Astana Qazaqstan Team   |
| ---------------------------------- | ---------------------------------- | ---------------------------------- | ------------------- | ------------------- | ------------------- | ----------------------- | ----------------------- | ----------------------- |
| N°                                 | Ciclista                           | Clas.                              | N°                  | Ciclista            | Clas.               | N°                      | Ciclista                | Clas.                   |
| 1                                  | Fabio Jakobsen                     | 30°                                | 11                  | Anthony Jullien     | 118°                | 21                      | Leonardo Basso          | 83°                     |
| 2                                  | Davide Ballerini                   | 74°                                | 12                  | Greg Van Avermaet   | 27°                 | 22                      | Manuele Boaro           | 100°                    |
| 3                                  | Florian Sénéchal                   | 22°                                | 13                  | Lawrence Naesen     | 96°                 | 23                      | Dmitrij Gruzdev         | 81°                     |
| 4                                  | Stijn Steels                       | 106°                               | 14                  | Oliver Naesen       | 80°                 | 24                      | Evgenij Gidič           | 128°                    |
| 5                                  | Yves Lampaert                      | 111°                               | 15                  | Marc Sarreau        | R                   | 25                      | Davide Martinelli       | 121°                    |
| 6                                  | Bert Van Lerberghe                 | 99°                                | 16                  | Michael Schär       | 50°                 | 26                      | Antonio Nibali          | 77°                     |
| 7                                  | Stan Van Tricht                    | 37°                                | 17                  | Gijs Van Hoecke     | R                   | 27                      | Christian Scaroni       | 16°                     |
| Bahrain Victorious                 | Bahrain Victorious                 | Bahrain Victorious                 | Bora-Hansgrohe      | Bora-Hansgrohe      | Bora-Hansgrohe      | Cofidis                 | Cofidis                 | Cofidis                 |
| N°                                 | Ciclista                           | Clas.                              | N°                  | Ciclista            | Clas.               | N°                      | Ciclista                | Clas.                   |
| 31                                 | Phil Bauhaus                       | 7°                                 | 41                  | Shane Archbold      | 110°                | 51                      | Max Walscheid           | 71°                     |
| 32                                 | Heinrich Haussler                  | 38°                                | 42                  | Patrick Gamper      | 125°                | 52                      | Piet Allegaert          | 113°                    |
| 33                                 | Jonathan Milan                     | 98°                                | 43                  | Marco Haller        | 1°                  | 53                      | Tom Bohli               | 73°                     |
| 34                                 | Jan Tratnik                        | 47°                                | 44                  | Patrick Konrad      | 5°                  | 54                      | Wesley Kreder           | 112°                    |
| 35                                 | Kamil Gradek                       | 107°                               | 45                  | Nils Politt         | 24°                 | 55                      | Pierre-Luc Périchon     | 40°                     |
| 36                                 | Matevž Govekar                     | 119°                               | 46                  | Ide Schelling       | 56°                 | 56                      | Kenneth Vanbilsen       | 97°                     |
| 37                                 | Yukiya Arashiro                    | 59°                                | 47                  | Lukas Pöstlberger   | 122°                | 57                      | Axel Zingle             | 15°                     |
| EF Education-EasyPost              | EF Education-EasyPost              | EF Education-EasyPost              | Groupama-FDJ        | Groupama-FDJ        | Groupama-FDJ        | Ineos Grenadiers        | Ineos Grenadiers        | Ineos Grenadiers        |
| N°                                 | Ciclista                           | Clas.                              | N°                  | Ciclista            | Clas.               | N°                      | Ciclista                | Clas.                   |
| 61                                 | Alberto Bettiol                    | 17°                                | 71                  | Arnaud Démare       | R                   | 81                      | Salvatore Puccio        | 85°                     |
| 62                                 | Stefan Bissegger                   | 44°                                | 72                  | Jacopo Guarnieri    | R                   | 82                      | Kim Heiduk              | 36°                     |
| 63                                 | Magnus Cort Nielsen                | 39°                                | 73                  | Ignatas Konovalovas | 64°                 | 83                      | Jhonatan Narváez        | 4°                      |
| 64                                 | Jens Keukeleire                    | 62°                                | 74                  | Ramon Sinkeldam     | 76°                 | 84                      | Magnus Sheffield        | 34°                     |
| 65                                 | Sebastian Langeveld                | R                                  | 75                  | Bram Welten         | 18°                 | 85                      | Ben Swift               | 94°                     |
| 66                                 | Jonas Rutsch                       | 52°                                | 76                  | Clément Davy        | 130°                | 86                      | Luke Rowe               | 87°                     |
| 67                                 | Marijn van den Berg                | 20°                                | 77                  | Lars van den Berg   | 102°                | 87                      | Elia Viviani            | 25°                     |
| Intermarché-Wanty-Gobert Matériaux | Intermarché-Wanty-Gobert Matériaux | Intermarché-Wanty-Gobert Matériaux | Israel-Premier Tech | Israel-Premier Tech | Israel-Premier Tech | Jumbo-Visma             | Jumbo-Visma             | Jumbo-Visma             |
| N°                                 | Ciclista                           | Clas.                              | N°                  | Ciclista            | Clas.               | N°                      | Ciclista                | Clas.                   |
| 91                                 | Quinten Hermans                    | 3°                                 | 101                 | James Piccoli       | 68°                 | 111                     | Wout Van Aert           | 2°                      |
| 92                                 | Alexander Kristoff                 | 10°                                | 102                 | Jenthe Biermans     | 21°                 | 112                     | Pascal Eenkhoorn        | 120°                    |
| 93                                 | Barnabás Peák                      | 124°                               | 103                 | Reto Hollenstein    | 51°                 | 113                     | Tosh Van Der Sande      | R                       |
| 94                                 | Adrien Petit                       | 116°                               | 104                 | Giacomo Nizzolo     | 65°                 | 114                     | Jos van Emden           | R                       |
| 95                                 | Taco van der Hoorn                 | 117°                               | 105                 | Tom Van Asbroeck    | 43°                 | 115                     | Lennard Hofstede        | NP                      |
| 96                                 | Aimé De Gendt                      | 63°                                | 106                 | Sep Vanmarcke       | 101°                | 116                     | N. Van Hooydonck        | 57°                     |
| 97                                 | Georg Zimmermann                   | 26°                                | 107                 | Sebastian Berwick   | R                   | 117                     | Christophe Laporte      | R                       |
| Lotto Soudal                       | Lotto Soudal                       | Lotto Soudal                       | Movistar Team       | Movistar Team       | Movistar Team       | Team BikeExchange-Jayco | Team BikeExchange-Jayco | Team BikeExchange-Jayco |
| N°                                 | Ciclista                           | Clas.                              | N°                  | Ciclista            | Clas.               | N°                      | Ciclista                | Clas.                   |
| 121                                | Jasper De Buyst                    | 90°                                | 131                 | Gonzalo Serrano     | 66°                 | 141                     | Jack Bauer              | R                       |
| 122                                | Caleb Ewan                         | 88°                                | 132                 | Iván García Cortina | 14°                 | 142                     | Dylan Groenewegen       | 46°                     |
| 123                                | Frederik Frison                    | 123°                               | 133                 | Juri Hollmann       | 49°                 | 143                     | Amund Grøndahl J.       | R                       |
| 124                                | R. Janse van Rensburg              | 105°                               | 134                 | Óscar Rodríguez     | 67°                 | 144                     | Jan Maas                | 48°                     |
| 125                                | Brent Van Moer                     | 28°                                | 135                 | Max Kanter          | 9°                  | 145                     | Alexander Konychev      | 75°                     |
| 126                                | Florian Vermeersch                 | 129°                               | 136                 | Oier Lazkano        | 91°                 | 146                     | Campbell Stewart        | 95°                     |
| 127                                | Tim Wellens                        | 86°                                | 137                 | Vinícius Rangel     | 92°                 | 147                     | Luka Mezgec             | 13°                     |
| Team DSM                           | Team DSM                           | Team DSM                           | Trek-Segafredo      | Trek-Segafredo      | Trek-Segafredo      | UAE Team Emirates       | UAE Team Emirates       | UAE Team Emirates       |
| N°                                 | Ciclista                           | Clas.                              | N°                  | Ciclista            | Clas.               | N°                      | Ciclista                | Clas.                   |
| 151                                | Pavel Bittner                      | 61°                                | 161                 | Marc Brustenga      | 127°                | 171                     | Mikkel Bjerg            | 33°                     |
| 152                                | Cees Bol                           | 41°                                | 162                 | Asbjørn Hellemose   | 54°                 | 172                     | Fernando Gaviria        | R                       |
| 153                                | Romain Combaud                     | 55°                                | 163                 | Markus Hoelgaard    | 23°                 | 173                     | Ryan Gibbons            | 29°                     |
| 154                                | Alberto Dainese                    | 93°                                | 164                 | Jacopo Mosca        | 84°                 | 174                     | Felix Groß              | 45°                     |
| 155                                | Nico Denz                          | R                                  | 165                 | Matteo Moschetti    | 115°                | 175                     | Davide Formolo          | 79°                     |
| 156                                | Nils Eekhoff                       | R                                  | 166                 | Edward Theuns       | 109°                | 176                     | Matteo Trentin          | 12°                     |
| 157                                | Martijn Tusveld                    | 60°                                | 167                 | Otto Vergaerde      | 126°                | 177                     | Oliviero Troia          | 35°                     |
| Alpecin-Deceuninck                 | Alpecin-Deceuninck                 | Alpecin-Deceuninck                 | Team Arkéa-Samsic   | Team Arkéa-Samsic   | Team Arkéa-Samsic   | TotalEnergies           | TotalEnergies           | TotalEnergies           |
| N°                                 | Ciclista                           | Clas.                              | N°                  | Ciclista            | Clas.               | N°                      | Ciclista                | Clas.                   |
| 181                                | Jasper Philipsen                   | 6°                                 | 191                 | Donavan Grondin     | 32°                 | 201                     | Maciej Bodnar           | R                       |
| 182                                | Maurice Ballerstedt                | R                                  | 192                 | Hugo Hofstetter     | 8°                  | 202                     | E. Boasson Hagen        | 11°                     |
| 183                                | Tobias Bayer                       | 70°                                | 193                 | Amaury Capiot       | 42°                 | 203                     | Fabien Doubey           | 53°                     |
| 184                                | Kristian Sbaragli                  | 89°                                | 194                 | Benjamin Declercq   | 58°                 | 204                     | Lorrenzo Manzin         | 82°                     |
| 185                                | Edward Planckaert                  | 104°                               | 195                 | Matis Louvel        | 19°                 | 205                     | Daniel Oss              | 78°                     |
| 186                                | F. Van Den Bossche                 | 108°                               | 196                 | Markus Pajur        | 72°                 | 206                     | Juraj Sagan             | 111°                    |
| 187                                | Julien Vermote                     | 69°                                | 197                 | Christophe Noppe    | 103°                | 207                     | Peter Sagan             | 31°                     |